# On The Right Track
On The Right Track es un álbum de estudio editado por la banda jamaicana The Skatalites en el año 2007. Contiene 12 canciones inéditas, y una nueva versión de un clásico del ska y de la música jamaicana: Right Track. En este álbum la banda opta por un sonido muy limpio y melodioso, haciendo temas de menor duración que en los últimos discos, aunque no por ello de menor calidad.
El álbum mezcla el ambiente isleño costero de las ciudades más modernas de Australia y Jamaica con una fuerte influencia del jazz. Entre una gran cantidad de reediciones y recopilaciones, este álbum se destaca por tener el mejor material original nuevo en un lanzamiento internacional de The Skatalites desde 1964. Las sesiones de estudio se llevaron a cabo al estilo de una sesión de jazz clásica, muy similar a la forma de trabajo de "una sola toma" que Studio One proporcionó al grupo en sus inicios.

## Lista de canciones
| N.º   | Título                | Letras         | Música          | Duración |  |
| 1.    | «New York Minute»     |                | Kevin Batchelor | 3:26     |  |
| 2.    | «Outback Ska»         |                | Val Douglas     | 3:23     |  |
| 3.    | «Shock Trail»         |                | Vin Gordon      | 3:18     |  |
| 4.    | «Right Track»         | Phillys Dillon | Hopeton Lewis   | 2:47     |  |
| 5.    | «Doreen Special»      |                | Karl Bryan      | 3:27     |  |
| 6.    | «Divine Conception»   |                | Vin Gordon      | 4:19     |  |
| 7.    | «Bye Bye»             |                | Doreen Shaffer  | 3:24     |  |
| 8.    | «Little Irene»        |                | Lester Sterling | 3:33     |  |
| 9.    | «June Rose»           |                | Devon James     | 3:41     |  |
| 10.   | «One Armed Bandit»    |                | Karl Bryan      | 3:44     |  |
| 11.   | «Marguerita's Lament» |                | Ken Stewart     | 4:10     |  |
| 12.   | «Uluru Rock»          |                | Lester Sterling | 4:36     |  |
| 13.   | «Outback Dub»         |                | Val Douglas     | 5:31     |  |
| 49:26 |                       |                |                 |          |  |

## Créditos
- Saxofón alto – Lester Sterling
- Bajo – Devon James (pistas 9, 11 y 12), Val Douglas
- Batería – Lloyd Knibb
- Guitarra – Natty Frenchie (pista 7), Devon James
- Teclados – Ken Stewart
- Saxofón bajo – Cedric Brooks (pistas: 1, 2, 3, 5, 6, 10, 11)
- Saxofón tenor – Cedric Brooks (pista 7), Karl Bryan
- Trombón – Vin Gordon
- Trompeta – Kevin Batchelor
- Voz – Doreen Shaffer
- Productor – Paul Pilsneniks , The Skatalites
- Productor ejecutivo – Peter Noble
- Grabación – Paul Pilsneniks , Pete Copeland , Peter Panic (pistas 1, 2, 3, 5, 6, 7, 10, 11), Val Douglas (pistas 1, 2, 3, 5, 6, 7, 10, 11)
- Diseño – Craig Hoggatt , Mighty Fine Design
- Notas del álbum – Anthony S. Piatt
- Masterización – Oscar Gaona
- Masterización digital – Michael Worthington